# Stade de Reims
Stade de Reims es un club de fútbol francés con sede en Reims. El club fue fundado en 1911 bajo el nombre de Société Sportive du Parc Pommery y actualmente milita en la Ligue 2, la segunda categoría del fútbol nacional en Francia. Disputa sus encuentros como local en el Stade Auguste Delaune, una renovación del antiguo complejo situado dentro de la ciudad para 21 684 espectadores.
El Stade Reims es uno de los clubes más exitosos de la historia del fútbol francés después de haber ganado seis títulos de la Ligue 1, dos trofeos de la Copa de Francia de Fútbol y cinco Supercopa de Francia. El club también logró grandes resultados a nivel europeo después de haber terminado como subcampeones en 1956 y 1959 en las ediciones de la Copa de Europa y ganar la Copa Latina en 1953 siendo hasta la fecha su único título internacional oficial, adicionalmente ganaría la Copa de los Alpes en 1977. Sin embargo, desde la década de 1980, el Reims se ha esforzado por repetir aquellos éxitos. El club había jugado por última vez en la Ligue 1 en la temporada 1978-79, luego pasó mucho tiempo jugando en la Ligue 2 y el Championnat National, hasta la temporada 2012-2013 que ascienden nuevamente a la primera división de Francia después de 33 años de ausencia.
Históricamente, el Stade de Reims está considerado como un club legendario en los círculos franceses del fútbol, no solo por sus galardones nacionales y europeos, sino también por su aportación al equipo nacional de Francia durante las décadas de 1940 y 1950. El Reims fue, en gran parte, responsable de la primera generación de oro del fútbol francés con notables miembros del equipo nacional como Roger Marche, Raymond Kopa, Just Fontaine, Jean Vincent, Robert Jonquet, Armand Penverne, Dominique Colonna y Roger Piantoni que ayudaron a Francia a alcanzar las semifinales en la Copa Mundial de la FIFA 1958.

## Historia

### Fundación del club y primeros pasos (1910-1945)
El Stade de Reims fue fundado en 1910 bajo el nombre de Société Sportive du Parc Pommery bajo el mandato del Marqués Melchior de Polignac, un francés que luego pasó a servir en el Comité Olímpico Internacional. El club adoptó su nombre actual el 18 de junio de 1931. A pesar de que el país adoptó el fútbol profesional en 1932, Reims siguió siendo un club de aficionados hasta 1935 después de que el club ganó el Championnat de France amateur bajo el liderazgo del escocés Billy Aitken.

### El «grand Reims» (1945-1962)

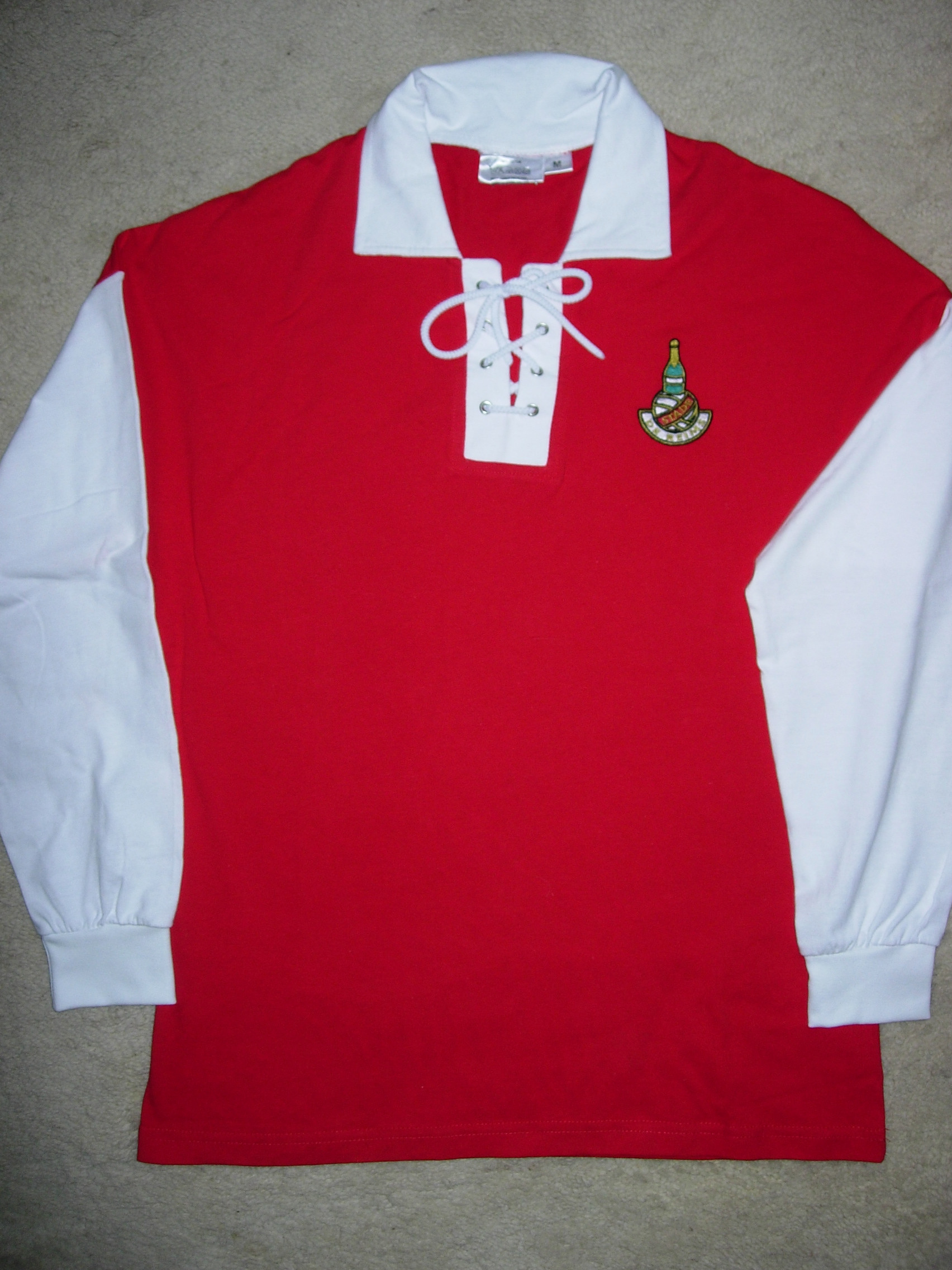
La histórica camiseta del Stade de Reims en su época dorada de los años 1950.

El club llegó a la División 1 por primera vez en la temporada 1945-46, el primer campeonato después de la conclusión de la Segunda Guerra Mundial. Durante ese mismo año, el club promovió al defensor Robert Jonquet al equipo sénior y contrató a Roger Marche del Olympique de Charleville. Juntos se convirtieron, sin duda, en los jugadores más famosos del club en su historia. El Reims ganó su primer campeonato de la División 1 en 1949. Liderado por una sólida defensa compuesta por Marche, Jonquet y Armand Penverne, así como por los mediocampistas Albert Batteux y Michel Leblond, y un tridente atacante formado por Pierre Flamion, Pierre Sinibaldi, y Pierre Bini, Reims ganó la liga por un punto sobre Lille. La temporada siguiente, el club ganó la Copa de Francia derrotando a Racing de Paris 2-1 en la final.
Después de esa temporada, el entrenador Henri Roessler se fue del club y Batteux, un veterano jugador, tomó las riendas. El posterior aumento del equipo en el deporte llevó a los fichajes de Raymond Kopa y Raoul Giraudo. En 1953, Reims ganó su segundo título de liga ganando la liga por cuatro puntos. Ese mismo año, el club ganó la Copa Latina convirtiéndose en el primer club de fútbol francés en alcanzar dicho honor. La victoria fue citada como un golpe para Francia después de que el país terminó tres años consecutivos como subcampeón en la competencia. Después de la temporada de 1954, Marche se fue a jugar para el Racing de París. En 1955, el Stade de Reims ganó su tercer título en seis temporadas. El campeonato condujo a la clasificación del club para la recién creada Copa de Europa.
En la edición inaugural de la Copa de Europa, Reims llegó a la final donde el equipo fue derrotado por 4-3 por el club español del Real Madrid. Reims controló el partido desde el comienzo marcando dos goles en los primeros diez minutos. Sin embargo, dos goles en la primera mitad de Alfredo Di Stéfano y Héctor Rial para el Real neutralizaron los primeros ataques del Reims. En la segunda mitad, los franceses tomaron la delantera a través de Michel Hidalgo, pero en cuestión de minutos, el partido volvió al empate por cortesía de un gol de Marquitos. El gol ganador de Rial en el minuto 79 puso fin a las esperanzas del Reims de ganar la primera edición de la Copa de Europa. En la temporada siguiente, Reims perdió al prominente centrocampista Kopa, fichado por el Real Madrid. Sin embargo, el club fichó a los internacionales franceses Just Fontaine, Jean Vincent, Roger Piantoni y Dominique Colonna para el equipo. Después de las luchas tempranas, las incorporaciones dieron sus frutos con el club ganando su tercer título de la década en la temporada 1957-58. El equipo también ganó la Coupe de France después de vencer al Nîmes Olympique por 3-1 en la final, logrando así el doblete.
En la edición de 1958-59 de la Copa de Europa, el Reims regresó a la final para enfrentarse, por segunda vez, al Real Madrid. Aparte de la marcha de Kopa y la llegada de Fontaine, Colonna, Piantoni y Vincent a Reims, las alineaciones eran casi idénticas a las de la primera final. Sin embargo, un Real sin inmutarse, que ya había ganado la competencia en tres ocasiones seguidas, logró la victoria con un contundente 2-0. Después de la temporada, Penverne se fue del club. El equipo fue, sin embargo, impulsado por el regreso de Kopa quien, posteriormente, llevó al equipo a su quinto título de liga en 11 temporadas en 1960.
Después de la temporada, Jonquet se retiró del fútbol internacional y se fue de Reims al Racing Estrasburgo. Fue seguido por Giraudo y Leblond. Las salidas no pudieron obstaculizar las actuaciones de Reims a nivel nacional ya que el equipo ganó la liga en 1962. El campeonato coronó una carrera increíble para Just Fontaine, quien, posteriormente, se retiró del fútbol.

### Altibajos y descensos a segunda (1962-1992)
En la temporada siguiente, que fue la última del técnico Albert Batteux, Reims terminó segundo ante el AS Monaco en la liga y, la temporada siguiente, sorprendió a muchos al terminar 17°, lo que resultó en que el club cayera a la segunda división. La relegación llevó a las salidas o retiros de muchos de los jugadores que formaban parte de la carrera dinástica de Reims en la década de 1950; todos a excepción de Kopa que permaneció con Reims hasta 1967.
Reims volvió a la elite para la temporada 1966-67 después de dos temporadas en la segunda división. Sin embargo, la temporada resultó corta con Reims terminando 19°. En 1970, el club regresó a la máxima categoría y muchos en la liga durante casi una década. El mejor desempeño de Reims en la liga durante su período de nueve años fue terminar quinto en la temporada 1975-76. Reims fue relegado en 1979 y no regresó a la primera división del fútbol francés durante 33 años. En la temporada siguiente en la División 2, Reims se limitó financieramente y se vio obligado a desplegar un equipo mucho más joven durante la campaña.
A pesar del regreso del exjugador popular Carlos Bianchi como entrenador a mediados de la década de 1980, el club no pudo regresar a la División 1. Reims sorprendió a muchos al alcanzar las semifinales de la Coupe de France en dos temporadas seguidas en 1987 y 1988. A medida que pasaban los años, la situación financiera del club comenzó a empeorar y, en 1991, Reims fue relegada administrativamente a la División 3 después de que no encontrara un comprador que ayudara a aliviar la deuda del club, que había excedido más de 50 millones de francos.

### Reestructuración, crisis y cambio (1991-presente)
En octubre de 1991, el club sufrió una liquidación y cambió su nombre a Stade de Reims Champagne FC. El club pasó la temporada 1991-92 en la División 3 y, sorprendentemente, se declaró no elegible para competir en la liga antes de su último partido de liga en mayo de 1992 luego de que una liquidación judicial resultara en la suspensión de las actividades del club. En los meses siguientes, todos los aspectos del club (sus registros, trofeos, etc.) fueron subastados.
Reims renació en julio de 1992 bajo el nombre de Stade de Reims Champagne. El club comenzó a jugar en la División de Honor y pasó dos temporadas en la liga antes de obtener el ascenso al Championnat National. Reims pasó los últimos años del siglo tocando en National y el amateur Championnat de France. En noviembre de 1996, la mayoría de los artículos del club que se vendieron en la subasta de 1992 se volvieron a adquirir bajo la asistencia de la cadena minorista Alain Afflelou. En julio de 1999, el club cambió su nombre de nuevo a Stade de Reims y, después de tres años, fueron recompensados con un estatus profesional después de obtener una promoción de regreso a la Ligue 2.
El regreso del club a la Ligue 2 en 2002 fue breve. Reims terminó en la parte inferior de la liga. En la siguiente temporada jugando en National, Reims ganó la liga regresando a la Ligue 2. El club pasó las siguientes cinco temporadas jugando en la segunda división y no pudo terminar en la mitad superior de la tabla en cada campaña. En la temporada 2008-09, Reims fue relegado de la Ligue 2 y, al igual que su relegación anterior, respondió regresando a la liga después de una temporada en National luego de terminar 2°. Reims terminó Ligue 2 como décimo en la temporada 2010-11. Reims finalmente terminó la liga como subcampeón y regresó a la Ligue 1 después de 33 años.
El 14 de mayo de 2016, Reims fue relegado a la Ligue 2 después de una estadía de cuatro años en la máxima categoría. El 16 de agosto de 2016, el Real Madrid jugó un amistoso contra el Stade de Reims para conmemorar el 60° aniversario de la final de la Copa de Europa de 1956 en la que participaron ambos equipos.
En la temporada 2018–19, el Reims terminó en el octavo lugar, derrotando al campeón Paris Saint-Germain por 3-1 en el último partido del año. En la temporada 2019–20 el Reims quedó en sexto lugar, clasificando así a la Liga Europa de la UEFA 2020-21, donde jugó su primer partido en competiciones europeas desde la última vez el 13 de marzo de 1963 contra el Feyenoord, que terminó 1-1 en la Copa de Campeones de Europa 1962-63. En la temporada 2020-21 de la Ligue 1, el Reims terminó 14.º en la tabla.
El 2 de abril de 2025 consigue vencer en semifinales al Cannes Fc en Copa de Francia y accede a la final del certamen por primera vez en 48 años.
En la temporada 2024-2025 el Reims fue relegado a la Ligue 2 tras perder la fase de promoción de ascenso-permanencia contra el Metz.

## Uniforme
- Uniforme titular: Su camiseta titular es similar a la del Arsenal FC, roja con mangas blancas, short blanco y medias rojas.
- Uniforme suplente: Generalmente es un uniforme azul marino que va cambiando de diseño con el pasar de las temporadas.
- Uniforme alternativo: Éste uniforme cambia todas las temporadas, pasando por colores blancos, verdes, negro, naranja e incluso marrón.

## Estadio
El Stade Auguste Delaune, inaugurado el 21 de octubre de 1934, con capacidad para 21.684 personas.
El estadio lleva el nombre del antiguo secretario de la Fédération Sportive.

## Organigrama deportivo
A continuación se indican los máximos goleadores hjistóricos del club en el campeonato de liga, así como los jugadores que más encuentros han disputado.
| Máximos goleadores Liga | Máximos goleadores Liga | Máximos goleadores Liga | Más partidos disputados | Más partidos disputados | Más partidos disputados |
| ----------------------- | ----------------------- | ----------------------- | ----------------------- | ----------------------- | ----------------------- |
| 1.                      | Just Fontaine           | 145 goles               | 1.                      | Robert Jonquet          | 555 partidos            |
| 2.                      | Pierre Sinibaldi        | 116 goles               | 2.                      | René Masclaux           | 478 partidos            |
| 3.                      | Carlos Bianchi          | 115 goles               | 3.                      | Raymond Kopa            | 402 partidos            |
| 4.                      | Roger Piantoni          | 106 goles               | 4.                      | Albert Batteux          | 337 partidos            |
| 5.                      | Bram Appel              | 96 goles                | 5.                      | Armand Penverne         | 333 partidos            |
| Ver lista completa      | Ver lista completa      | Ver lista completa      | Ver lista completa      | Ver lista completa      | Ver lista completa      |

Nota: En negrita los jugadores aún activos en el club.

## Palmarés
Nota: en negrita competiciones vigentes en la actualidad.
Torneos nacionales
| Competición nacional              | Títulos                                               | Subcampeonatos             |
| --------------------------------- | ----------------------------------------------------- | -------------------------- |
| Primera División de Francia (6/3) | 1948-49, 1952-53, 1954-55, 1957-58, 1959-60, 1961-62. | 1946-47, 1953-54, 1962-63. |
| Copa de Francia (2/2)             | 1949-50, 1957-58.                                     | 1976-77,2024-25            |
| Supercopa de Francia (4/1)        | 1955, 1958, 1960, 1966.                               | 1962.                      |
| Copa Charles Drago (1/0)          | 1954.                                                 |                            |
|                                   |                                                       |                            |
| Ligue 2 (2/1)                     | 1965-66, 2017-18.                                     | 2011-12.                   |
| Championnat National (1/0)        | 2003-04.                                              |                            |

Torneos internacionales
| Competición internacional          | Títulos  | Subcampeonatos    |
| ---------------------------------- | -------- | ----------------- |
| Copa Latina (1/0)                  | 1952-53. |                   |
| Liga de Campeones de la UEFA (0/2) |          | 1955-56, 1958-59. |

Torneos amistosos
| Competición amistosa               | Títulos | Subcampeonatos |
| ---------------------------------- | ------- | -------------- |
| Torneo Internacional de Niza (1/0) | 1960.   |                |
| Trofeo Mohamed V (1/0)             | 1962.   |                |
| Copa de los Alpes (1/0)            | 1977.   |                |

## Rivalidades
Su máximo rival es el CS Sedan Ardennes, al noroeste de Reims.
Sin embargo, la gran rivalidad es con ESTAC Troyes, club que se encuentra al Sur de Reims. Una rivalidad que lleva décadas y se ha disputado y se disputa actualmente en la Ligue 1.
Sus aficionados mantienen una rivalidad con AS Nancy debido a diferentes incidentes entre sus fans.
A nivel local mantiene una pequeña rivalidad con el Reims Sainte-Anne.

## Entrenadores
| Años    | Entrenador          |
| ------- | ------------------- |
| 1931–34 | David Harrison      |
| 1934–36 | Billy Aitken        |
| 1936–37 | Leopold Kielholz    |
| 1937    | Sarkis Garabedian   |
| 1937–38 | Valère de Besvelony |
| 1938–40 | Erich Bieber        |
| 1940–41 | Camille Cottin      |
| 1941–43 | Jules Vandooren     |
| 1943–45 | Sarkis Garabedian   |
| 1945–50 | Henri Roessler      |
| 1950–63 | Albert Batteux      |
| 1963    | Camille Cottin      |
| 1963–64 | Jean Prouff         |
| 1964–67 | Robert Jonquet      |
| 1967    | Claude Prosdocimi   |
| 1967–69 | Émile Rummelhardt   |
| 1969–72 | Élie Fruchard       |

| Años    | Entrenador                   |
| ------- | ---------------------------- |
| 1972    | Léon Desmenez                |
| 1972    | Célestin Oliver              |
| 1972–74 | Lucien Leduc                 |
| 1974–75 | Léon Desmenez                |
| 1975    | Michel Leblond               |
| 1975–79 | Pierre Flamion               |
| 1979    | Claude Prosdocimi            |
| 1979–80 | René Vernier                 |
| 1980–81 | Robert Jonquet Léon Desmenez |
| 1981–82 | Léon Desmenez                |
| 1982–85 | Pierre Phelipon              |
| 1985–88 | Carlos Bianchi               |
| 1988–89 | Dominique Bathenay           |
| 1989–90 | Jacky Lemée                  |
| 1990–91 | Didier Notheaux              |
| 1991–92 | Pierre Phelipon              |

| Años            | Entrenador          |
| --------------- | ------------------- |
| 1992–93         | Daniel Duval        |
| 1993            | Ghislain Bournel    |
| 1993–95         | Tony Giannetta      |
| 1995–00         | Manuel Abreu        |
| 2000 (interino) | Franck Triquenaux   |
| 2000–02         | Marc Collat         |
| 2002–03         | Denis Goavec        |
| 2003–05         | Ladislas Lozano     |
| 2005 (interino) | Jean-Claude Cloët   |
| 2005–07         | Thierry Froger      |
| 2008            | Didier Tholot       |
| 2008-09         | Luis Fernández      |
| 2009–10         | Marc Collat         |
| 2010–14         | Hubert Fournier     |
| 2014–15         | Jean-Luc Vasseur    |
| 2015-16         | Olivier Guégan      |
| 2016-17         | Michel Der Zakarian |
| 2017-21         | David Guion         |
| 2021-22         | Oscar García        |
| 2022-24         | Will Still          |

## Otras secciones deportivas

### Sección femenina
Fundado en 1968 como Football Club Féminin Reims, en 1970 fue adquirido por el Stade de Reims como su sección femenina, y veinte años después fue uno de los clubes fundadores de la Division 1 Féminine. Fue uno de los clubes más laureados durante los primeros años del fútbol femenino francés, ganando cinco títulos entre 1975 y 1982. Su desempeño decayó en los 1980, y en 1989 jugó su última temporada en la máxima categoría hasta su regreso en la temporada 2019-20.